# Церковь Во имя Всех Святых при Донском архиерейском загородном доме
Церковь во имя Всех Святых при Донском архиерейском загородном доме  —  утраченный православный храм при Донском архиерейском загородном доме в районе Малое Мишкино города Новочеркасска Ростовской области. Разрешен в советское время.

## История
В конце 60-х годов XIX века Иван Матвеевич Платов, сын Донского Атамана Матвея Ивановича Платова, подарил назначенному Архипастырю, Архиепископу Донскому и Новочеркасскому Платону свою фамильную загородную дачу в селении Мишкино. На даче был сад, дом и хозяйственные постройки. С этого времени дача стала называться архиерейской дачей. Ранее эта дача называлась по фамилии зятя Дмитрия Григорьевича Голицина — Голицинской. У дачи была построена каменная церковь Рождества Пресвятой Богородицы.
Здесь Архиепископ Платон решил устроить место для отдыха и молитв священнослужителей и монахов. Для этого на месте бывшей цветочной оранжереи Платовых, невдалеке от железной дороги, где уже стояла красивая Рождество-Богородицкая церковь, был создан храм во имя Всех Святых. 8 сентября 1874 года состоялось освящение нового храма Во имя Всех Святых.
Храм имел свою архитектуру. Он находился в двухэтажном кирпичном доме. Храм был окрашен он был в голубой цвет. В его середине на возвышении висели три колокола, на крыше находились два позолоченных креста. Внутри здание делилось на две части, в одной части был храм на 300 прихожан с притвором, ризницей, пономарней и коридором. Иконостас был украшен иконами с позолоченной резьбой. В середине иконостаса над царскими вратами находилась икона Всех Святых. В храме находились дары Архиепископа Платона — сребропозлащенный напрестольный крест, такой же потир со всеми принадлежностями; Вознесенского кафедрального собора — большое напрестольное евангелие; Александровской церкви — малое евангелие и др.
Другую половину дома занимали монахи. Здесь на двух этажах были устроены кельи, разделяющиеся коридором на две половины с внутренней лестницей. Кельи были небольшого размера. Для иеромонахов были отданы две комнаты, для послушников — по одной. В этом же здании находились церковные хоры и библиотека. Храм был устроен силами Архиепископа Донского и Новочеркасского Платона на средства прихожан.
После Октябрьской революции храм постепенно разрушался. В 1920-х на его месте был размещен Труддом. В 1960-х годах на месте Труддома возвели ныне действующее здание психбольницы.